# Sparta Praga (rugby)
Sparta Praga – czeski klub rugby z siedzibą w Pradze założony 8 sierpnia 1928 przez Francuza, Andree Cannellasa, jako jedna z sekcji AC Sparta. Jeden z najbardziej utytułowanych klubów rugby w Czechach. Pięciokrotny mistrz Czechosłowacji i czterokrotny mistrz Czech. Obecnie I zespół gra w ekstralidze, a II zespół w I lidze.

## Historia
Sekcja rugby Sparty Praga została powołana 8 sierpnia 1928. Pierwszym trenerem został Francuz, Andree Cannellas. 28 kwietnia 1928 prażanie rozegrali swoje pierwsze oficjalne spotkanie. Rywalem był zespół uniwersytetu sportowego w Brnie (VŠ sport Brno). W 1931 pod wodzą Cannellasa zespół zdobył swoje pierwsze mistrzostwo Czechosłowacji. Od 1989 sekcja rugby działa jako osobny klub, występując pod nazwą Rugby Club Sparta Praha.

### Historyczne nazwy klubu
- 1928 – AC Sparta
- 1950 – Sparta Bratrství
- 1951 – Sparta Praha Sokolovo
- 1965 – Sparta Praha
- 1970 – Sparta ĆKD Praha
- 1989 – RC Sparta Praha

## Sukcesy
- Mistrzostwo Czechosłowacji: 1931, 1967, 1968, 1973, 1990
- Mistrzostwo Czech: 1998, 1999, 2017[1], 2019[2]